# Mariala-Nationalpark
Der Mariala-Nationalpark (engl.: Mariala National Park) ist ein Nationalpark im Zentrum des australischen Bundesstaates Queensland.

## Lage
Er liegt 810 Kilometer westlich von Brisbane, 128 Kilometer nordwestlich von Charleville und 45 km östlich von Adavale in der Nähe der Quelle des Paroo River.

## Landesnatur
Rote Sandsteinebenen prägen den Park.

## Flora und Fauna
Die Ebenen sind mit dem silberblättrigen, gelb blühenden Mulga bewachsen. Dazwischen findet sich auch lichter Eukalyptuswald.
Im Park wurde eine kleine Gruppe von Gelbfuß-Felskängurus angesiedelt. Man stößt auf Emus und Ameisenigel. Am vielfältigsten aber ist die Vogelwelt. Neben verschiedenen Honigfressern kann man auch Inkakakadus und den seltenen Milanweih (Lophoictinia isura) beobachten.

## Einrichtungen und Zufahrt
Es gibt keine Straßen oder sonstige Einrichtungen im Park.
Die unbefestigte Piste von Charleville nach Adavale führt 128 Kilometer westnordwestlich von Charleville durch den Park, der somit nur mit allradgetriebenen Fahrzeugen zu erreichen ist und dies nur bei trockenem Wetter.